# Tezozomoc, sin Chimalpopoce
Tezozomoc je bio drugi tlatoani (kralj) Ecatepeca, a živio je u 15. stoljeću.

## Životopis
Tezozomoc je bio sin aztečkog vladara Chimalpopoce, vladara Tenochtitlana. Vrlo je vjerojatno da je Tezozomocova majka bila Matlalatzin. 
Gospa Ayauhcihuatl bila je Tezozomocova baka te kći Tezozomoca, vladara Azcapotzalca.
Godine 1465., Tezozomoc je naslijedio svog bratića Chimalpillija I., dok je Tezozomoca samog naslijedio Matlaccohuatl.